# Аршинов Володимир Валерійович
Володимир Валерійович Аршинов — старший сержант, Державна прикордонна служба України, учасник російсько-української війни.

## З життєпису
В прикордонній службі з 2006 року. Володимир був першим пораненим при облозі Луганського прикордонного загону — 2 червня зазнав уражень осколками гранати та кулею в живіт. Майже 7 годин чекав на надання медичної допомоги, через що лікарі змушено видалили частину кишки та печінки.
Станом на грудень 2015 року проживає з родиною в місті Хмельницький; інвалід війни. 1 грудня 2015-го у подружжя народилася дитина.

## Нагороди
20 червня 2014 року — за особисту мужність і героїзм, виявлені у захисті державного суверенітету та територіальної цілісності України, вірність військовій присязі під час російсько-української війни, відзначений — нагороджений орденом Богдана Хмельницького III ступеня.